# París-Roubaix 1932
La París-Roubaix 1932 fou la 33a edició de la París-Roubaix. La cursa es disputà el 27 de març de 1932 i fou guanyada pel belga Romain Gijssels.

## Classificació final
|    | Ciclista          | Equip                       | Temps |
| -- | ----------------- | --------------------------- | ----- |
| 1  | Romain Gijssels   | Dilecta                     |       |
| 2  | Georges Ronsse    | La Française                |       |
| 3  | Herbert Sieronski | Oscar Egg                   |       |
| 4  | Jean Aerts        | Alcyon-Dunlop               |       |
| 5  | Alfons Schepers   | La Française                |       |
| 6  | Jef Demuysere     | Genial Lucifer - Hutchinson |       |
| 7  | Alfons Ghesquière | Alcyon - Dunlop             |       |
| 8  | Émile Decroix     | Genial Lucifer - Hutchinson |       |
| 9  | Julien Vervaecke  | Labor                       |       |
| 10 | Alfons Deloor     | Dilecta                     |       |